# Brachymeria caudigera
Brachymeria caudigera är en stekelart som beskrevs av Boucek 1992. Brachymeria caudigera ingår i släktet Brachymeria och familjen bredlårsteklar. Inga underarter finns listade.